# Sassarees
Het Sassarees is de Romaanse taal die wordt gesproken door circa 100.000 mensen in en rond de stad Sassari in Noordwest-Sardinië. De autonome regio Sardinië heeft de taal wettelijk erkend als minderheidstaal in de provincie Sassari.
In de 14e eeuw vond de regelgeving van Sassari nog in een Sardijns dialect plaats. Later was er vooral veel politieke en economische invloed van de republiek Genua. Door pest en hongersnood raakte de nabijgelegen regio Gallura ontvolkt, waarna er migranten uit Corsica kwamen wonen. De taal vertoont nu vooral overeenkomsten met de taal zoals die in het iets noordoostelijker gelegen Tempio wordt gesproken.
Onder linguisten leven verschillende opvattingen over waar het Sassarees binnen de Romaanse talen geplaatst moet worden. Bij de Unesco hoort het tot het Corsicaans, dat weer met het Toscaans verwant zou zijn, Glottolog rekent het tot een Gallo-Italiaanse groep die tot de West-Romaanse talen behoort en SIL plaatst het met Corsicaans en Sardijns in een Zuid-Romaanse groep.